# Jerzy Stempowski

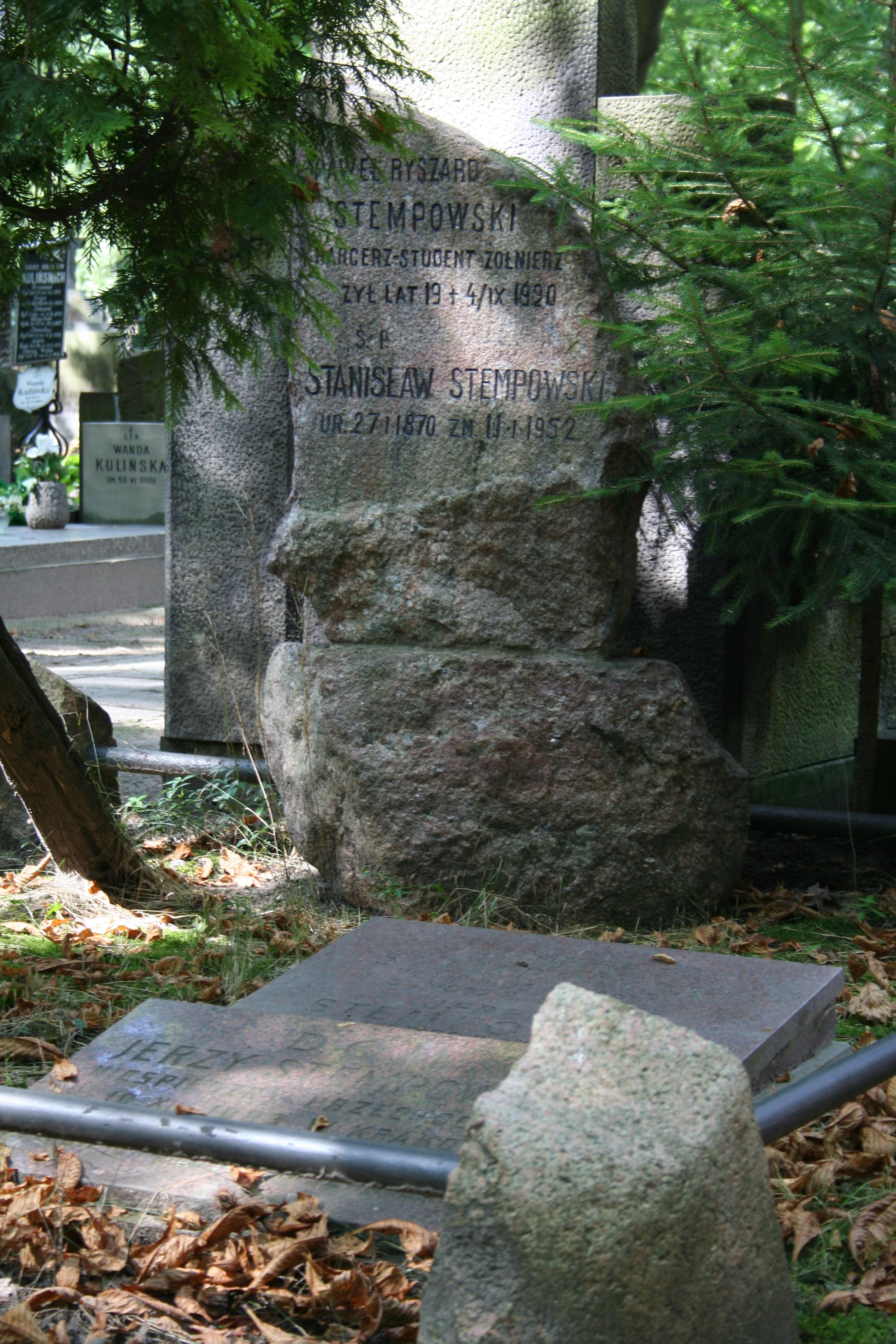
Grób Jerzego Stempowskiego na cmentarzu Powązkowskim w Warszawie

Jerzy Czesław Stempowski ps. Paweł Hostowiec (ur. 10 grudnia 1893 w Krakowie, zm. 4 października 1969 w Bernie) – polski eseista, krytyk literacki, wolnomularz.

## Życiorys
Był synem Stanisława Stempowskiego, który w latach 20. XX w. był Wielkim Mistrzem Wielkiej Loży Narodowej Rytu Szkockiego. Pochodził z zamożnej ziemiańskiej rodziny osiadłej około 1750 roku na Ukrainie (majątek Szebutyńce nad Dniestrem). 
Jerzy dzieciństwo spędził w majątku  Szebutyńce (inna nazwa: Szebutyniec) na Podolu a od roku 1897 w Warszawie, gdzie uczęszczał do szkoły Zgromadzenia Kupców. W roku 1906 powrócił na Podole, zamieszkał w majątku Winikowiec, pobierając prywatnie nauki. W roku szkolnym 1907/08 chodził w Warszawie do prywatnego gimnazjum im. gen. Chrzanowskiego, ale po konflikcie z katechetą przerwał naukę i znów wyjechał na Podole. Zdał eksternistycznie maturę w Niemirowie (1911). Studiował w Krakowie, Monachium, Genewie, Zurychu i Bernie. 
W 1919 roku podjął pracę w Ministerstwie Spraw Zagranicznych, podróżował do Niemiec, Francji, i Szwajcarii, gdzie pracował w polskim przedstawicielstwie dyplomatycznym w Bernie. W 1920 roku wziął udział w wojnie polsko-bolszewickiej.
W latach 1921–1925 był korespondentem zagranicznym Polskiej Agencji Telegraficznej. W okresie międzywojennym był między innymi szefem gabinetu w Prezydium Rady Ministrów premiera Bartla (maj 1926) oraz wykładowcą w Państwowym Instytucie Sztuki Teatralnej.
18 września 1939 roku przekroczył granicę węgierską i wiosną 1940 roku dotarł do Berna. Od 1941 roku zamieszkał w Muri, gdzie przebywał na emigracji. Współpracę z paryską „Kulturą” nawiązał w 1946 roku i w latach 1954–1969 publikował w niej kolumnę Pamiętnik niespiesznego przechodnia (felietony i eseje). W tym czasie korespondował m.in. z Marią Dąbrowską.
Jego grób znajduje się na cmentarzu Powązkowskim w Warszawie (kw. 107–I–29/30), urnę z prochami sprowadzono ze Szwajcarii w 1994 roku.

## Twórczość
- Pielgrzym (Warszawa, 1924)
- Pan Jowialski i jego spadkobiercy (1931)
- Chimera jako zwierzę pociągowe (1933)
- Nowe marzenia samotnego wędrowca (1935)
- Pełnomocnictwa recenzenta (1938)
- Europa w 1938–1939 (1939)
- Dziennik podróży do Austrii i Niemiec (listopad-grudzień 1945) (Rzym, 1946)
- Ziemia berneńska (La Terre bernoise, Genewa, 1954, wydanie polskie 1990, wznowienie 2012)
- Eseje dla Kassandry (Paryż, 1961)
- Od Berdyczowa do Rzymu (Paryż, 1971)
- Listy z ziemi berneńskiej (Londyn, 1974)
- Eseje (1984)
- Szkice literackie (1988)
- Listy do Jerzego Giedroycia (1991)
- Zapiski dla zjawy (oryginał francuski: Notes pour une ombre suivi de Notes d’un voyage dans le Dauphiné) (2004)
- W dolinie Dniestru. Pisma o Ukrainie (2014, oprac. Andrzej Stanisław Kowalczyk)

## Ordery i odznaczenia
- Złoty Krzyż Zasługi (17 listopada 1958)[5]